# スリランカの教育
スリランカの教育（すりらんかのきょういく）では、スリランカの教育について述べる。

## 概要
スリランカの教育は2000年以上の長い歴史を持ち、今日ではその憲法においても教育の基本的な権利が保障されている。スリランカの識字率は92.5%で、これは他の第三世界の国々と比べて極めて高い数字であり、南アジアでは最も高く、アジア全体で見ても高い数字である。
最初の教育は紀元前543年に始まったとされるが、近代的な教育システムが登場したのはイギリスの植民地支配下にあった19世紀のことである。スリランカにおいて教育は、中央政府と州政府それぞれの管轄となっている。

## 所管
初等教育から高等教育にかけてを主に3つの省庁が管轄する。
- 教育省 - 学校、ピリウェナ（英語版）（仏教学校）、教員養成大学、教育大学
  - 試験局（英語版） (Department of Examinations) - 全国試験
- 高等教育省 - 大学
- 教育サービス省 (Ministry of Education Services) - 一般教育のための施設・設備の提供
- 職業・技術訓練省 (Ministry of Vocational & Technical Training) - 職業教育と専門学校

しかしながら、このシステムには例外も存在する。たとえば、高等教育のうちいくつかの大学は異なる省の管轄となっている。

## 初等・中等教育

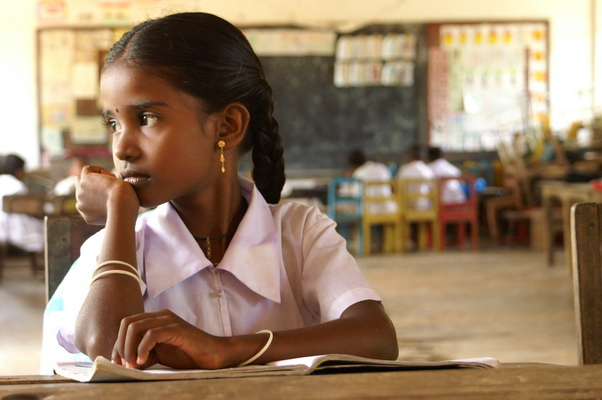
学校の生徒

スリランカの教育は、初等教育、ジュニア・セカンダリー、シニア・セカンダリー、collegiate、高等教育の5段階から構成される。初等教育は5 - 6年（グレード1 - 5）で、終了時にはScholarship Examinationと呼ばれる全国試験が存在する。この試験の結果により、生徒はより良い学校に進むことができる。初等教育を終えると、中等教育としてジュニア・セカンダリー（ミドル・スクール）が4年間（グレード6 - 9）、シニア・セカンダリーが2年間（グレード10 - 11）続き、今度はGeneral Certificate of Education (G.C.E) のOレベル試験と呼ばれる全国試験に臨むこととなる。
スリランカの法律では、全ての子供たちにグレード9（14歳）までの教育が義務付けられており、それ以降は学業を続けるか、仕事に就くかを選ぶことができる。しかしながら、教育省は全ての生徒がGCE-Oレベルまでは学業を続けることを強く推奨している。高等教育を希望する生徒は、GCE-Oレベル試験に合格した上で、collegiateでさらに2年間（グレード12 - 13）の教育を受け、GCE-Aレベル試験に挑まなければならない。そのため、GCE-Aレベル試験はスリランカにおいて大学入学試験としての意味合いを持つ。
スリランカには様々な民族集団が存在するが、多くの学校ではシンハラ語だけ、あるいはタミル語だけで授業が行われている。コロンボやキャンディといった大都市のエリート校では、シンハラ語、タミル語、それに英語での授業が行われる。

### 年齢

#### 初等教育
就学前教育（ISCED-0） 
- 幼稚園: 4 - 5歳

初等教育（ISCED-1） 
- グレード1: 5 - 6歳
- グレード2: 6 - 7歳
- グレード3: 7 - 8歳
- グレード4: 8 - 9歳
- グレード5: 9 - 10歳 - Scholarship Examination（英語版）

#### 中等教育
ジュニア・セカンダリー（ISCED-2A） 
- グレード6: 10 - 11歳
- グレード7: 11 - 12歳
- グレード8: 12 - 13歳
- グレード9: 13 - 14歳

シニア・セカンダリー（ISCED-3A） 
- グレード10: 14 - 15歳
- グレード11: 15 - 16歳 - GCE-Oレベル（英語版）試験

Collegiate （ISCED-3A） 
- グレード12: 16 - 17歳
- グレード13: 17 - 18歳 - GCE-Aレベル（英語版）試験

※ ただし生徒は上記より若いこともある。

### 公立学校
スリランカの学校の大半は公立で、教育は無償である。2010年現在、公立学校は9,685校存在しており、その生徒数は394万人、教師数は21万人にのぼる。そのうち719校はピリウェナである。 1980年代に憲法改正により州政府が誕生すると、公立学校の多くは中央政府の管理下から州政府の管理下へと引き渡された。しかしながら植民地時代からの学校など、一部の学校が中央政府の管理下に残されており、その結果としてスリランカの公立学校には下記の3種類が併存している。
- 国立学校
- 州立学校
- ピリウェナ（仏教学校）

#### 国立学校
国立学校は教育省が直接管理している学校であり、従ってその予算も省から直接支給されている。国立学校の大半は植民地時代に設立されたもので、これらの学校には著名な学校やエリート校が含まれている。卒業生の支援もあり、そうしたものは平均的なパブリックスクールと比べて長い歴史や良い設備を保有している。近年では新しい学校やいくつかの中心的な学校が度々国立学校へと更新されており、2010年現在その数は340校となっている。

#### 州立学校
州立学校はスリランカの公立学校の大半を占める学校である。州政府の管轄で予算も州から支給されており、その結果多くが貧相な設備や教師の不足に悩まされている。

#### ピリウェナ
ピリウェナは仏教学校であり、仏教の僧のための教育機関である。ピリウェナは古代から人々のための中等教育から高等教育のための機関として機能してきた。2010年現在では719校が存在しており、それらは教育省の管轄・予算下にある。若い僧はこうしたピリウェナで主に仏教のOrdinationとGCE-Oレベル・Aレベル試験のための学問を学ぶ。ピリウェナを卒業した後、彼らは大学でより高いレベルの宗教教育を受けることもできる。

### 公立以外の学校

#### 私立学校
スリランカの私立学校は、植民地時代の上位中産階級の出現により急激にその数を増やした。こうして誕生した私立学校は、現代では教育省により定められたカリキュラムに基づき、シンハラ語、タミル語、英語での授業を行っている。多くの私立学校が公立学校よりも新しい設備を揃えている。2010年現在、スリランカには72校の私立学校が存在しており、このうち36校が学費を徴収しない政府の支援を受けている私立学校（準公立学校）で、残る36校が学費を徴収する完全な私立学校である。

#### インターナショナル・スクール
スリランカにおいてインターナショナル・スクールは必ずしも外国人居住者の子供だけに制限されておらず、学費を支払うことができれば誰もが入学することができる。とはいえ、主に外国人を対象とすることからその学費は高く、故に設備や教育水準も高くなっている。1980年代の終わりまでインターナショナル・スクールは教育省の管轄とされておらず、投資庁 (BOI) の管轄となっていた。 その結果、これらの学校では他の学校と大きく異なった教育が行われている。
インターナショナル・スクールの大半では、Edexcel General Certificate of Education (GCE) のOレベル、ASレベル、A2レベルの試験を想定した学習が行われる。一部の学校ではケンブリッジ国際検定 (CIE) もまた対象とされるが、一般的ではない。
オーバーシー・スクール・オブ・コロンボは代表的なインターナショナル・スクールで、そのカリキュラムはIBディプロマに則っている。2012年現在、スリランカのIB加盟校は同校とブリティッシュ・スクール・イン・コロンボの2校のみである。

## 高等教育
スリランカにおいては国立大学もまた無償である。しかしその門は極めて狭く、入学できるのは受験資格のある学生のうち僅か16%未満（1万6千人未満）でしかなく、さらに卒業となるとその半分にまで限られてしまう。大学への入学は、GCE-Aレベル試験の結果により大きく左右される。したがって、都市部のトップクラスの生徒だけが高等教育の機会を得られることとなり、多くの行き場を失くした生徒たちは他の手段で高等教育を受けることを強いられてしまう。そうした生徒の約8%が国外の大学へと向かい、その他はオープン・ユニバーシティ・オブ・スリランカや僅かに存在するSLIITやITSといった公立の教育機関、または私立のIITのような教育機関に行くか、ロンドン大学通信課程のような外国大学の制度を利用することになる。外国や国内の職能団体（BCS, ACCAなど）の認定／加入のための学習や、テクニカルカレッジで機械や電気の専門家となるためといった仕事についての学習をする道もある。しかし最も一般的なのは、金銭的な問題から高等教育を受ける道を諦めることである。
学歴難民の数もまた重要な点であり、医療やIT、経済、法学と工学の僅かな分野を除き、多くの大学において、その卒業生が国内外の双方においてその学位を生かせず就職できないといった問題が発生している。こうした理由から多くの知識人が、より多くの生徒が母国で廉価により良い教育を受けられるようにと、私立大学の設立を要求している。北コロンボ医科大学 (NCMC) はそうした教育機関の一つで、スリランカ国内において自分たちの手で優れた医者を日々育成している。しかし、私立大学の設立には既存の国立大学の学生や左派政党が反対しており、頓挫している。こうした問題は、近年では学生が国立大学に代わって国外や他の教育機関を好む理由となっている。
2012年現在、スリランカに存在する高等教育省管轄の国立大学は15校だけである。著名な大学としては、コロンボ大学、ペラデニヤ大学、ルフナ大学、キャラニヤ大学、スリジャヤワルダナプラ大学、それにモラトゥワ大学が存在する。大学法の改正により、他の一部の教育機関にも独自の学位を与えることが許可されている。こうした教育機関としては、公立のスリランカ情報技術学院 (SLIIT) が最も知られている。
高等教育の資格による分類
- 修了証書 (Certificate) - 1年からそれ以下
- ディプロマ (Diploma) - 1 - 2年
- 学士 (Bachelors degree)
  - 一般の学位 (General degree) - 専攻（英語版）を除く3年の授業
  - 優等学位 (Honours/Special degree) - 4年の授業と専攻（英語版）の研究
- 修士 (Masters degree) - 一つ以上の学位を取得した後、より高いレベルの研究・授業
- 博士 (Doctorate) - 優等学位か修士を取得した後、論文で独創性のある研究結果を発表

## 職業教育・訓練
スリランカにおける職業教育・訓練は、職業・技術訓練省の第3分類職業教育委員会 (TVEC) により管理されている。この訓練には、職業技術訓練センターのコースに基づいたカリキュラムや、民間や公共の組織での徒弟訓練が含まれている。職業分野での高等教育機関のうちいくつかは大学として扱われている。全国職業資格認定システム (NVQSL) ではレベル1から7まで7段階の資格を定義しており、職業教育・訓練が学位レベルとなるのは、オープン・ユニバーシティ・オブ・スリランカと職業技術大学UNIVOTECで、ディプロマレベルとなるのが37校のテクニカルカレッジそれにスリランカ情報技術学院とスリランカ農学校である。
これとは別に教育省においても、学校中退者や教育を受けていない成人のための職業教育計画を立ち上げている。こうしたコースの多くはコミュニティセンターで開催されており、理美容、裁縫、大工、配管、絵画といった広い範囲が対象とされている。